# Mistrzostwa Świata w Biathlonie 2024 – pojedyncza sztafeta mieszana
Pojedyncza sztafeta mieszana na Mistrzostwach Świata w Biathlonie 2024 odbyła się 15 lutego w Novym Měscie. Była to ósma konkurencja podczas tych mistrzostw. Wystartowało w niej 28 reprezentacji, z których 5 nie ukończyło zawodów. Mistrzami świata zostali Francuzi, srebro zdobyli Włosi, a trzecie miejsce zajęli Norwegowie.
Polacy zajęli 13. miejsce.

## Wyniki
| Miejsce | Nr | Reprezentacja | Czas                                  | Kary (L+S)                              | Strata  |
| ------- | -- | --- | ------------------------------------- | --------------------------------------- | ------- |
| 01 !    | 5  | Francja · Quentin Fillon Maillet · Lou Jeanmonnot · Quentin Fillon Maillet · Lou Jeanmonnot                      | 36:21,7 7:38,9 8:25,8 7:56,9 12:20,1  | 0+0 0+3 0+0 0+0 0+0 0+2 0+0 0+1         | —       |
| 02 !    | 6  | Włochy · Tommaso Giacomel · Lisa Vittozzi · Tommaso Giacomel · Lisa Vittozzi                                     | 36:46,3 8:06,0 8:30,4 7:46,7 12:23,2  | 0+3 0+2 0+2 0+2 0+0 0+0 0+1 0+0         | +24,6   |
| 03 !    | 1  | Norwegia · Johannes Thingnes Bø · Ingrid Landmark Tandrevold · Johannes Thingnes Bø · Ingrid Landmark Tandrevold | 36:49,1 7:42,9 8:36,3 7:41,4 12:48,5  | 0+1 1+6 0+1 0+1 0+0 0+0 0+0 0+2 0+0 1+3 | +27,4   |
| 4       | 3  | Szwecja · Sebastian Samuelsson · Hanna Öberg · Sebastian Samuelsson · Hanna Öberg                                | 37:22,6 8:06,8 8:45,2 7:58,4 12:32,3  | 0+5 1+7 0+0 0+3 0+2 0+1 0+2 0+0 0+1 1+3 | +1:00,9 |
| 5       | 10 | Szwajcaria · Niklas Hartweg · Lena Häcki-Groß · Niklas Hartweg · Lena Häcki-Groß                                 | 37:22,8 7:49,7 8:59,2 7:57,4 12:36,5  | 0+2 0+4 0+0 0+0 0+1 0+1 0+0 0+1 0+2 0+1 | +1:01,1 |
| 6       | 2  | Niemcy · Justus Strelow · Vanessa Voigt · Justus Strelow · Vanessa Voigt                                         | 37:26,3 7:58,1 8:44,4 7:56,5 12:47,3  | 0+0 0+4 0+0 0+1 0+0 0+0 0+0 0+3         | +1:04,6 |
| 7       | 11 | Stany Zjednoczone · Campbell Wright · Deedra Irwin · Campbell Wright · Deedra Irwin                              | 37:29,0 7:50,2 8:56,0 7:53,7 12:49,1  | 0+2 0+2 0+0 0+0 0+1 0+1 0+0 0+1 0+1 0+0 | +1:07,3 |
| 8       | 9  | Łotwa · Andrejs Rastorgujevs · Baiba Bendika · Andrejs Rastorgujevs · Baiba Bendika                              | 37:32,6 8:00,1 9:13,7 7:53,9 12:24,9  | 0+5 0+1 0+0 0+0 0+3 0+1 0+0 0+0 0+2 0+0 | +1:10,9 |
| 9       | 4  | Austria · Simon Eder · Lisa Theresa Hauser · Simon Eder · Lisa Theresa Hauser                                    | 37:42,7 7:50,4 9:12,6 8:01,1 12:38,6  | 0+2 0+2 0+0 0+0 0+2 0+2 0+0 0+0         | +1:21,0 |
| 10      | 14 | Czechy · Jonáš Mareček · Markéta Davidová · Jonáš Mareček · Markéta Davidová                                     | 37:55,4 8:29,1 8:40,1 8:14,3 12:31,9  | 0+5 1+5 0+2 1+3 0+1 0+0 0+2 0+1 0+0 0+1 | +1:33,7 |
| 11      | 13 | Estonia · Rene Zahkna · Susan Külm · Rene Zahkna · Susan Külm                                                    | 38:03,4 8:17,9 8:50,5 7:53,3 13:01,7  | 0+6 0+3 0+2 0+2 0+1 0+0 0+0 0+0 0+3 0+1 | +1:41,7 |
| 12      | 8  | Finlandia · Otto Invenius · Suvi Minkkinen · Otto Invenius · Suvi Minkkinen                                      | 38:07,0 7:55,8 8:48,5 8:25,1 12:57,6  | 0+2 1+5 0+0 0+1 0+1 0+0 0+0 1+3 0+1 0+1 | +1:45,3 |
| 13      | 17 | Polska · Marcin Zawół · Natalia Sidorowicz · Marcin Zawół · Natalia Sidorowicz                                   | 38:42,1 8:28,0 8:40,0 8:20,3 13:13,8  | 0+6 0+1 0+3 0+0 0+0 0+0 0+1 0+1 0+2 0+0 | +2:20,4 |
| 14      | 12 | Ukraina · Dmytro Pidruczny · Anastasija Merkuszyna · Dmytro Pidruczny · Anastasija Merkuszyna                    | 38:47,7 8:09,2 9:35,1 8:16,3 12:47,1  | 0+6 0+6 0+2 0+1 0+3 0+3 0+0 0+2 0+1 0+0 | +2:26,0 |
| 15      | 21 | Korea Południowa · Timofiej Łapszyn · Jekatierina Awwakumowa · Timofiej Łapszyn · Jekatierina Awwakumowa         | 38:57,9 8:03,7 9:34,3 8:00,2 13:19,7  | 0+6 0+2 0+3 0+0 0+2 0+1 0+0 0+0 0+1 0+1 | +2:36,2 |
| 16      | 27 | Belgia · Florent Claude · Lotte Lie · Florent Claude · Lotte Lie                                                 | 39:08,8 8:19,6 8:58,8 8:13,6 13:36,8  | 0+4 0+8 0+1 0+2 0+0 0+1 0+0 0+2 0+3 0+3 | +2:47,1 |
| 17      | 23 | Bułgaria · Błagoj Todew · Walentina Dimitrowa · Błagoj Todew · Walentina Dimitrowa                               | 39:12,1 8:02,4 9:14,3 8:14,4 13:41,0  | 1+5 0+3 0+0 0+0 0+0 0+2 0+2 0+0 1+3 0+1 | +2:50,4 |
| 18      | 7  | Słowenia · Jakov Fak · Polona Klemenčič · Jakov Fak · Polona Klemenčič                                           | 39:27,1 7:59,5 10:16,5 8:03,7 13:07,4 | 1+3 1+6 0+0 0+2 1+3 1+3 0+0 0+1 0+0 0+0 | +3:05,4 |
| 19      | 15 | Mołdawia · Maksim Makarow · Ałła Hyłenko · Maksim Makarow · Ałła Hyłenko                                         | 39:28,8 7:56,9 9:09,8 8:37,2 13:44,9  | 0+6 0+4 0+0 0+1 0+3 0+0 0+1 0+2 0+2 0+1 | +3:07,1 |
| 20      | 20 | Rumunia · Dmitrij Szamajew · Anastasija Tołmaczewa · Dmitrij Szamajew · Anastasija Tołmaczewa                    | 39:41,9 7:56,2 9:17,1 8:32,4 13:56,2  | 0+6 1+4 0+0 0+0 0+3 0+0 0+2 0+1 0+1 1+3 | +3:20,2 |
| 21      | 16 | Kanada · Adam Runnalls · Emma Lunder · Adam Runnalls · Emma Lunder                                               | 39:56,2 8:51,7 9:43,4 8:14,6 13:06,5  | 1+5 0+2 1+3 0+0 0+2 0+1 0+0 0+1 0+0 0+0 | +3:34,5 |
| 22      | 18 | Słowacja · Tomáš Sklenárik · Mária Remenová · Tomáš Sklenárik · Mária Remenová                                   | 40:03,6 8:48,4 9:26,1 8:05,3 13:43,8  | 1+6 0+5 1+3 0+1 0+2 0+1 0+0 0+0 0+1 0+3 | +3:41,9 |
| 23      | 22 | Kazachstan · Aleksandr Muchin · Galina Wiszniewska · Aleksandr Muchin · Galina Wiszniewska                       | 40:42,1 8:24,2 9:49,5 8:20,6 14:07,8  | 0+6 0+4 0+2 0+0 0+1 1+3 0+2 0+0 0+1 0+1 | +4:20,4 |
| 24      | 19 | Litwa · Vytautas Strolia · Natalija Kočergina · Vytautas Strolia · Natalija Kočergina                            | LAP 8:09,9 10:25,1 8:33,7             | 5+7 0+4 0+1 0+0 2+3 0+3 0+2 0+1 3+3     | —       |
| 25      | 24 | Chorwacja · Krešimir Crnković · Anika Kožica · Krešimir Crnković · Anika Kožica                                  | LAP 9:19,0 9:25,6                     | 1+6 0+4 1+3 0+2 0+0 0+2 0+3             | —       |
| 26      | 25 | Japonia · Mikito Tachizaki · Aoi Sato · Mikito Tachizaki · Aoi Sato                                              | LAP 8:51,6                            | 0+5 1+4 0+2 0+1 0+3 1+3                 | —       |
| 27      | 26 | Australia · Noah Bradford · Darcie Morton · Noah Bradford · Darcie Morton                                        | LAP 10:08,2                           | 0+4 1+4 0+3 1+3 0+1 0+1                 | —       |
| 28      | 28 | Grecja · Apostolos Angelis · Konstantína Charalampídou · Apostolos Angelis · Konstantína Charalampídou           | LAP 9:29,7                            | 0+5 0+3 0+3 0+3 0+2                     | —       |